# Dany Carrel
Pour les articles homonymes, voir Chazelles et Carrel.
Dany Carrel, née Yvonne Suzanne Chazelles du Chaxel, est une actrice et chanteuse française née le 20 septembre 1932  à Tourane, en Indochine française (aujourd'hui Đà Nẵng, au Viêt Nam).
Elle a tourné dans une cinquantaine de films et téléfilms des années 1950, époque où elle est rapidement devenue célèbre, aux années 1990, et a aussi joué au théâtre.

## Biographie

### Jeunesse et éducation
Dany Carrel naît le 2 septembre 1932 à Tourane en Indochine française sous le nom d'état civil de « Yvonne Suzanne Chazelles du Chaxel »,, des amours de Marie Yves Aimé du Chaxel (1879-1935), directeur général des douanes, avec une jeune Vietnamienne prénommée Kam. Elle a ensuite une sœur Alice, d'un an et demi sa cadette. Lors de sa naissance, Dany Carrel est déclarée sous le nom d'Yvonne Suzanne Chazelles ; elle portera ensuite le patronyme « Chazelles du Chaxel » à la suite de démarches administratives. Après la mort de son père, alors qu'elle a deux ans et demi, Juliette du Chaxel née de Vriès (1880-1973), sa veuve, qui s'est fait nommer tutrice, l'emmène en France, laissant sa petite sœur Alice à sa mère. Elle lui affirme qu'elle est sa mère et exige qu'elle l'appelle maman. Ses origines maternelles lui valent très tôt le surnom d'« Annamite » (mot désignant alors les Vietnamiens). Elle ignorera longtemps la raison de ce qu'elle considère plus comme un sobriquet que comme une marque d'affection. Après avoir vécu une année à Combs-la-Ville chez une dame qu'on lui fait appeler mémé,, elle est placée par la veuve de son père, dans l'orphelinat Saint-Joseph tenu par des sœurs de Saint Vincent de Paul, établissement situé dans le hameau des Voisins à Louveciennes. Elle reste à l'orphelinat jusqu'à ses 13 ans. Le curé de la paroisse de Louveciennes, l'abbé Bel, est son directeur spirituel et lui révèlera vers ses 15 ans que Juliette du Chaxel n'est pas sa vraie mère,. Elle apprendra également que sa mère biologique (Kam) s'étant mariée avec un Indochinois, elle a eu, en plus de sa sœur Alice, deux demi-frères.
Elle va pour la première fois au cinéma grâce à la sœur cadette de Juliette du Chaxel qui, de temps en temps, la sort de son orphelinat et l'emmène voir Arènes sanglantes.
Elle quitte l'orphelinat pour aller vivre à Marseille, rue Sainte, avec Jeanne du Chaxel, où elle est scolarisée au collège Anatole-France. Sa sœur Alice l'y retrouve quelques mois avant d'être renvoyée subitement au Vietnam à l'instigation de Jeanne du Chaxel. Dany Carrel se jure alors de retrouver sa sœur.
Elle part ensuite vivre à Paris avec Juliette du Chaxel et suit les cours du lycée Edgar-Quinet, puis suit une formation de secrétaire au cours Bobillot, près de la place d'Italie, où elle est pensionnaire chez les religieuses.
Décidée à devenir comédienne après avoir vu, à la Comédie-Française, une adaptation du roman L'Ami Fritz, des écrivains lorrains Erckmann-Chatrian, et encouragée par l'abbé Bel, elle prend des cours du soir auprès de Mme Bauer-Thérond, aux côtés notamment de Roger Carel et de Roger Hanin, tout en travaillant comme secrétaire pour financer ses leçons. Après de la figuration, elle commence par des rôles dans le théâtre classique, en jouant les ingénues (L'École des femmes, La Double Inconstance). Et c'est au cours d'une audition au théâtre de la Potinière qu'elle est remarquée par Fabien Colin, l'assistant du cinéaste Henri Decoin,.

### Carrière d'actrice
Son nom de scène est suggéré par Henri Decoin qui l'engage pour son film Dortoir des grandes, car il juge le sien « Chazelles du Chaxel » bien trop long pour une affiche de cinéma. C'est à partir d'un manuscrit sur la vie du docteur Alexis Carrel présent sur son bureau, qu'il propose le nom de Carrel. Et l'actrice choisit le prénom de « Dany » qui ne permet aucun diminutif, à la différence des « Vovonne » ou « Vonnette » qui l'ont poursuivie durant son enfance. Le film la place dans un internat de collège où se côtoient des personnalités troubles. Il sort en 1953.
Immédiatement après, le réalisateur Jean Gourguet lui confie le premier rôle dans deux films : Maternité clandestine où elle incarne une jeune femme enceinte désespérée et La Cage aux souris. où elle est à nouveau une collégienne, cette fois prise dans la tourmente de la seconde guerre mondiale. Puis, elle figure dans la distribution des Chiffonniers d'Emmaüs de Robert Darène, qui relate l'aventure de l'abbé Pierre : elle y est la fille de Madeleine Robinson qui lui servira de modèle le long de sa carrière.
Pour la première fois, elle croise Gérard Philipe, lieutenant de dragons, dans la distribution des Grandes Manœuvres, sorti en 1955, où elle est une prostituée amoureuse du lieutenant.
En 1957, dans Porte des Lilas de René Clair, elle côtoie Pierre Brasseur, Georges Brassens — pour la seule apparition du chanteur au cinéma — et Henri Vidal, puis, dans Pot-Bouille de Julien Duvivier d'après Zola, elle retrouve Gérard Philipe qui est Octave Mouret, son amant.
Mais, ayant tourné sous la direction de réalisateurs classiques, elle est déconsidérée par les critiques de la Nouvelle Vague qui investissent alors le cinéma français ; parmi eux, seul Truffaut s'excusera ultérieurement. Ainsi, un temps écartée des productions françaises, elle part à Rome-Cinecittà pour deux films mineurs en 1958 (Femmes d'un été) et 1960 (Le Moulin des supplices), et apparaît dans une production de la Columbia tournée en Europe, sortie en 1960 : Le Général ennemi.
Elle tourne de nombreux films jusqu'à la fin des années 1960 qui lui offrent des premiers ou des seconds rôles importants : Quai du Point-du-Jour, Du grabuge chez les veuves, Piège pour Cendrillon, Le Pacha, la Prisonnière ou Clérambard. Elle est ainsi la partenaire d'acteurs ou actrices aussi réputés que Gérard Philipe, Danielle Darrieux, Jean Gabin, Jean Marais ou Philippe Noiret.
Sur les conseils de Gérard Philipe, elle joue également au théâtre, notamment par l'entremise des tournées Herbert-Karsenty.
À partir du début des années 1970, elle se fait beaucoup plus rare au cinéma mais est plus présente à la télévision et au théâtre.
Dany Carrel se retire du monde du spectacle, en 1996, après la réalisation et la diffusion d'un téléfilm en 1995 intitulé L'Annamite, réalisé d'après son autobiographie.

### Vie privée
Dany Carrel a épousé à Antibes François Mosser, un administrateur de sociétés. Ils ont eu une fille, Laurence, née le 5 mars 1970.
En 1991, Dany Carrel publie son autobiographie, L'Annamite, chez Robert Laffont dans la collection « Vécu ». Elle y révèle qu'elle s'est battue avec détermination contre un cancer du sein découvert en 1988. Son livre sera adapté pour la télévision par Thierry Chabert. Elle y évoque notamment son enfance et sa souffrance de ne pas connaître sa « vraie » mère, son père étant en outre mort lorsqu'elle avait à peine 3 ans. La publication de cette autobiographie va offrir l'occasion à Jean-Pierre Foucault, dans le cadre de son émission Sacrée Soirée, de faire entrer en contact la mère et la fille, pour la première fois.

## Publication
- Dany Carrel avec la collaboration de Marie-José Jaubert, L'Annamite, éditions Robert Laffont, coll. « Vécu », 1991, 357 p. (ISBN 978-2-221-06928-8, BNF 35471401).
  - Réédition en format poche : Dany Carrel et Marie-José Jaubert, L'Annamite, J'ai lu, 5 juin 1993, 443 p. (ISBN 978-2-277-23459-3).

## Filmographie

### Cinéma
- 1953 : Dortoir des grandes d'Henri Decoin : Bettina De Virmant
- 1953 : Maternité clandestine de Jean Gourguet : Lucienne
- 1954 : La Patrouille des sables de René Chanas : Taina
- 1954 : La Cage aux souris de Jean Gourguet : Manouche
- 1955 : Les Chiffonniers d'Emmaüs de Robert Darène : Suzy
- 1955 : Les Grandes Manœuvres de René Clair : Rosemousse
- 1955 : La Môme Pigalle d'Alfred Rode : Marie-Claude
- 1955 : Des gens sans importance d'Henri Verneuil : Jacqueline Viard
- 1956 : Les Possédées de Charles Brabant : Silvia
- 1956 : Ce soir les souris dansent de Juan Fortuny : Luce Arnel
- 1956 : Club de femmes de Ralph Habib : Sylvie
- 1956 : Les Indiscrètes de Raoul André : Françoise
- 1957 : Pot-Bouille de Julien Duvivier : Berthe
- 1957 : Porte des Lilas de René Clair : Maria
- 1957 : Escapade de Ralph Habib : Agnès Marcenary
- 1957 : Élisa de Roger Richebé
- 1957 : Que les hommes sont bêtes de Roger Richebé : Sylvie Cerruti
- 1958 : La Moucharde de Guy Lefranc : Betty Lefébure
- 1958 : Femmes d'un été (Racconti d'estate) de Gianni Franciolini : Jacqueline
- 1959 : Les Naufrageurs de Charles Brabant : Louise Kermelen
- 1959 : Ce corps tant désiré de Luis Saslavsky : Marinette Féraud
- 1959 : Les Dragueurs de Jean-Pierre Mocky : Dadou
- 1959 : Sans tambour ni trompette (Die Gans von Sedan) de Helmut Käutner : Marguerite
- 1960 : Le Moulin des supplices (Il mulino delle donne di pietra) de Giorgio Ferroni : Liselotte Karnheim
- 1960 : Quai du Point-du-Jour de Jean Faurez : Madeleine
- 1960 : Le Général ennemi (The Enemy General) de George Sherman : Lisette
- 1960 : Les Mains d'Orlac d'Edmond T. Gréville : Régina/Li-Lang
- 1961 : En votre âme et conscience ou Jugez-les bien, de Roger Saltel[25]
- 1961 : Carillons sans joie de Charles Brabant : Léa
- 1962 : Les Ennemis d'Édouard Molinaro : Lillia
- 1962 : Règlements de comptes de Pierre Chevalier
- 1963 : Du grabuge chez les veuves de Jacques Poitrenaud : Isabelle Valmont
- 1963 : Le commissaire mène l'enquête de Fabien Collin et Jacques Delille : Annick
- 1963 : Le cave est piégé de Víctor Merenda : Susana
- 1964 : Une souris chez les hommes (ou Un Drôle de caïd) de Jacques Poitrenaud : Sylvie
- 1964 : Le Bluffeur de Sergio Gobbi : Dany
- 1964 : L'Enfer de Henri-Georges Clouzot (film inachevé) : Marylou
- 1965 : Piège pour Cendrillon de André Cayatte : L'amnésique/Michèle Isola/Dominique Loï
- 1966 : Le Chien fou d'Eddy Matalon : Marie
- 1967 : Un idiot à Paris de Serge Korber : Juliette dite « La Fleur »
- 1968 : Le Pacha de Georges Lautner : Nathalie
- 1968 : La Petite Vertu de Serge Korber : Claire Augagneur
- 1968 : La Prisonnière d'Henri-Georges Clouzot : Maguy
- 1969 : Delphine d'Éric Le Hung : Delphine
- 1969 : Clérambard d'Yves Robert : La Langouste
- 1972 : Les Portes de feu de Claude Bernard-Aubert : Solange
- 1972 : Trois Milliards sans ascenseur de Roger Pigaut : Lulu
- 1981 : Faut s'les faire... ces légionnaires ! d'Alain Nauroy : Katia, la femme de l'adjudant
- 1981 : Le bahut va craquer de Michel Nerval : la mère de Béa

### Télévision
- 1972 : Au théâtre ce soir : Folie douce de Jean-Jacques Bricaire et Maurice Lasaygues, mise en scène Michel Roux, réalisation Pierre Sabbagh, théâtre Marigny : Sylvie
- 1973 : On l'appelait Tamerlan : Lise
- 1974 : La Voleuse de Londres : Pamela
- 1975 : L'Idiote : Josefa
- 1978 : Cinéma 16 (série), épisode La Maison de marbre de Jacques Trébouta : Colette
- 1979 : Monsieur Masure : Jacqueline Giraux
- 1979 : L'Éclaircie : Lucie Lemesnil
- 1982 : Le Féminin pluriel : Marianne Dassier
- 1982 : Les nerfs à vif : Éliane
- 1982 : Allons voir si la rose : Claire
- 1982 : La Rescousse : Agnès
- 1983 : Merci Sylvestre : Claude
- 1983 : Le Disparu du 7 octobre de Jacques Ertaud : Françoise Maurin
- 1983 : La Dernière Cigarette : Marie
- 1984 : Péchés originaux (série) : Cécile
- 1985 : Le Seul Témoin : Catherine
- 1987 : Les Enquêtes Caméléon (série) : Charlotte
- 1989 : Le Saut du lit : Josiane Sébastien
- 1995 : L'Annamite : elle-même

## Théâtre
- 1962 : L'Idiote de Marcel Achard
- 1963-1964 : Le Système Fabrizzi d'Albert Husson, mise en scène Sacha Pitoëff, théâtre Moderne puis théâtre des Célestins
- 1971 : L'Idiote de Marcel Achard, mise en scène Jacques-Henri Duval, tournée Herbert-Karsenty
- 1972 : Folie douce de Jean-Jacques Bricaire et Maurice Lasaygues, mise en scène Michel Roux, théâtre Marigny
- 1973 : Le Grand Standing de Neil Simon, mise en scène Emilio Bruzzo, théâtre des Célestins
- 1975 : Monsieur Masure de Claude Magnier, mise en scène Michel Roux, théâtre Daunou
- 1988 : Le Saut du lit de Ray Cooney et John Chapman, mise en scène Jean Le Poulain, théâtre des Variétés
- 1994 : Laisse parler ta mère ! de Yves Jamiaque, mise en scène Annick Blancheteau

## Discographie
- 1969 : Sans costume sans habit de Georges Costa et Charles Level ; thème du film Delphine[26] (CBS Disques, 4050)